# Henckelia infundibuliformis
Henckelia infundibuliformis là một loài thực vật có hoa trong họ Tai voi (Gesneriaceae). Loài này có ở khu vực Tây Tạng, được W.T. Wang mô tả khoa học đầu tiên năm 1979 dưới danh pháp Chirita infundibuliformis. Năm 2011, D.J.Middleton & Mich.Möller chuyển nó sang chi Henckelia.